# 1798

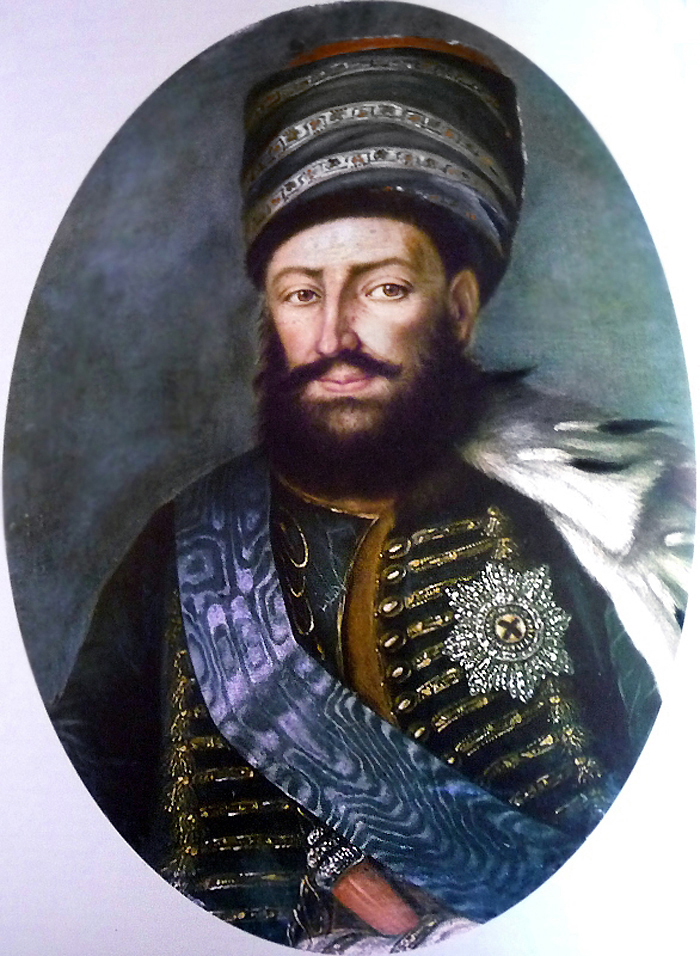
De Georgische koning Erekle II

Het jaar 1798 is het 98e jaar in de 18e eeuw volgens de christelijke jaartelling.

## Gebeurtenissen
januari
- 14 - De regerende dynastie te Oettingen-Baldern sterft uit. Het graafschap wordt verenigd met Oettingen-Wallerstein. De heerlijkheid Dagstuhl valt aan de nicht van de laatste graaf, gehuwd met vorst Colloredo. Dagstuhl is echter door de Fransen bezet.
- In de nacht van 21 op 22 januari plegen unitariërs onder leiding van Pieter Vreede en Wybo Fijnje een coup. Ze bezetten de Nationale Vergadering in de Bataafse Republiek. De federalisten worden opgesloten in de voorzitterskamer, en de anderen moeten de Eed van afkeer afleggen "tegen het Stadhouderschap, de Aristocratie, het Federalisme en de Regeeringloosheid".
- 24 - Het Zwitsers kanton Vaud maakt zich los van Bern en roept de Lemanische Republiek uit.
- januari - In Groningen wordt de School voor teken-, bouw- en scheepvaartkunde gesticht.

februari
- 11 - Er vindt een gesprek plaats tussen secretaris Van Langen en secretaris Paul Barras, lid van het Directoire. Hierbij wordt de goedkeuring van de staatsgreep door Barras verkregen tegen betaling van f300.000,-. Tevens moet de Bataafse republiek laken en linnen leveren voor de Franse troepen. Van deze leveranties trekken Pieter Vreede en Van Langen als lakenfabrikanten groot voordeel.
- 15. Na ingrijpen door Franse troepen wordt in Rome de Romeinse Republiek geschapen.

maart
- 5 - Franse troepen trekken Zwitserland binnen; het Zwitsers Eedgenootschap stort in elkaar.
- 5 - De regerende dynastie van Waldburg-Wolffegg-Wolfegg sterft uit. Het graafschap wordt herenigd met het graafschap Waldburg-Wolfegg-Waldsee.
- 11 - Op het Congres van Rastatt wordt door de delegatie van het Heilige Roomse Rijk voorwaardelijk ingestemd met de afstand van de linker Rijnoever aan Frankrijk.
- 15 - Franse troepen bezetten Rome en onderdrukken een opstand tegen de Kerkelijke Staat. Ze nemen de paus gevangen en vestigen de Romeinse Republiek.
- 17 - De Vereenigde Oostindische Compagnie wordt ontbonden.
- 20 - Hans en Parky, de olifanten van de verdreven stadhouder Willem V, worden in Parijs ontscheept en naar de Menagerie van de Jardin des Plantes gebracht.

april
- 4 - Op het Congres van Rastatt wordt door de delegatie van het Heilige Roomse Rijk ingestemd met secularisatie van de kerkelijke domeinen, om de wereldlijke vorsten en graven te kunnen compenseren voor hun verliezen.
- 10 - Volgens een Russisch decreet wordt de Basjkierse en Misjaarse bevolking verplicht om de militaire dienst aan de grens met het Kazachs Kanaat te vervullen.
- 12 - Oprichting door Frankrijk van de Helvetische Republiek als bufferstaat op het grondgebied van de Zwitserse kantons. Voorlopige hoofdstad is Aarau.
- 23 - Eerste Nederlandse Grondwet wordt aangenomen. De provincies worden vervangen door departementen met zo veel mogelijk gelijke bevolkingsaantallen. Het grootste deel van Friesland gaat samen met Groningen op in het departement van de Eems terwijl Holland wordt gesplitst in het departement van Texel, het departement van de Amstel en het departement van de Delf.

mei
- 4 - In de Bataafse Republiek roept de Constituerende Vergadering zichzelf uit tot Vertegenwoordigend Lichaam.
- 18 - Een Frans leger onder bevel van generaal Bonaparte verlaat de haven van Toulon voor de Franse mediterrane campagne van 1798. Deze militaire campagne zal onder meer leiden tot de Franse bezetting van Malta, de expeditie naar Egypte en de Slag bij de Nijl in de [[Baai van

Aboukir]].
- 23 - Met Franse steun komen de Ieren in County Wexford in opstand tegen het Britse gouvernement.
- 24 - Oprichting in de Bataafse Republiek van het Bureau voor den waterstaat (het huidige Rijkswaterstaat). Christiaan Bruning wordt benoemd tot het eerste hoofd van het nieuwe Bureau voor de Waterstaat.

juni
- 12 - Herman Willem Daendels voert met goedvinden van de Franse ambassadeur Charles Delacroix een tweede staatsgreep uit tegen de al te radicale unitariërs. Pieter Vreede vlucht naar de Zuidelijke Nederlanden; een aantal van zijn medestanders wordt opgesloten in Huis Ten Bosch.
- 21 - Groot-Brittannië maakt een einde aan de vrije aanmunting van het zilver.

juli
- 15 - Bij het Incident van 15 juli 1798 stuit het Britse linieschip HMS Lion, op weg naar de Middellandse Zee, onder de Spaanse kust op vier Spaanse fregatten, waarvan het er een weet te veroveren.
- 21 Bij Gizeh verslaat het Franse expeditieleger de Mamelukken in de Slag bij de Piramiden.

augustus
- 1 - De Slag op de Nijl waarbij Horatio Nelson de Fransen verslaat.
- De Koninklijke Bibliotheek wordt opgericht door de Volksvertegenwoordiging van de Bataafse Republiek[1]

september
- 15 - De Franse bezettingsmacht voert in de Zuidelijke Nederlanden en in het voorheen Nederlandse Limburg de verplichte conscriptie in. Jongemannen in de geschikte leeftijd nemen verplicht deel aan een loting die uitmaakt wie van hen moet opkomen voor zijn nummer.

oktober
- 12 - Uitbraak van de Boerenkrijg: in Vlaanderen en Brabant komen op het platteland de brigands in opstand tegen de Franse overheersing. Het verzet wordt ingegeven door de conscriptie, het antiklerikalisme en de onderdrukking van de Vlaamse taal.
- 29 - Ook in Luxemburg breekt de Boerenkrijg uit: een legertje van 2000 man trekt op de hoofdstad aan. De Franse bezetter breekt het verzet bij Arzfeld.

november
- 8 - Oprichting van de Koninklijke Bibliotheek in Den Haag.
- 12 - Op het nippertje kan de Gentenaar Lieven Bauwens van Londen wegzeilen met aan boord een versie van de Mule Jenny in onderdelen, en Engels personeel dat met de spinmachine kan omgaan.

december
- 5 - De ruggengraat van de opstand breekt als het Brabantse katholieke leger na een achtervolging over Herentals, Geel en Diest op Ter Hilst bij Hasselt wordt verslagen. Men schat het aantal doden op 5.000 tot 10.000. Er volgt een zware repressie waarbij de meeste leiders worden terechtgesteld (190 gefusilleerden).
- 14 - Joodse inwoners van Gouda kopen de doopsgezinde schuilkerk om er de synagoge te vestigen. De "gelykstaat der joden" heeft dit mogelijk gemaakt.

zonder datum
- De Britse klassieke econoom Thomas Malthus publiceert het pamflet An Essay on the Principle of Population. Hij voorspelt dat in de geïndustrialiseerde samenleving de economische groei de groei van de bevolking niet zal kunnen bijhouden.
- Oprichting van het Departement van inwendige politie en toezicht op de staat van dijken, wegen en wateren van de Bataafse Republiek (het huidige Ministerie van BZK).
- Er brandt een strijd los rond Fichte, de zogenoemde atheïsmestrijd. Fichte schrijft namelijk in een tijdschrift: "Als het Ik goddelijk is, dan gaat het niet aan te veronderstellen dat er naast en los van dat Ik nog een apart wezen 'God' bestaat!" Het is voor het eerst in de geschiedenis dat iemand op zo'n ondubbelzinnige manier het bestaan van God ontkent. Er ontsteekt dan ook een storm van protest. Dit leidt ertoe dat Fichte ontslag moet nemen en zijn woonplaats verlaten.

## Muziek
- Ludwig van Beethoven componeert de Strijktrio's Opus 9, de Pianosonates Opus 10 en de vioolsonates Opus 12
- Johann Nepomuk Hummel componeert zijn Variaties, voor piano en orkest, opus 6
- Domenico Cimarosa componeert L'apprensivo raggirato en Il secreto

## Beeldende kunst

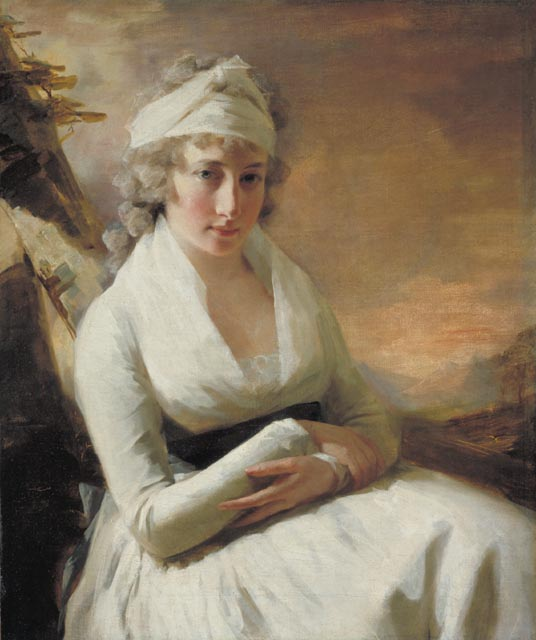
Jacobine Copland (1798), Henry Raeburn

## Bouwkunst

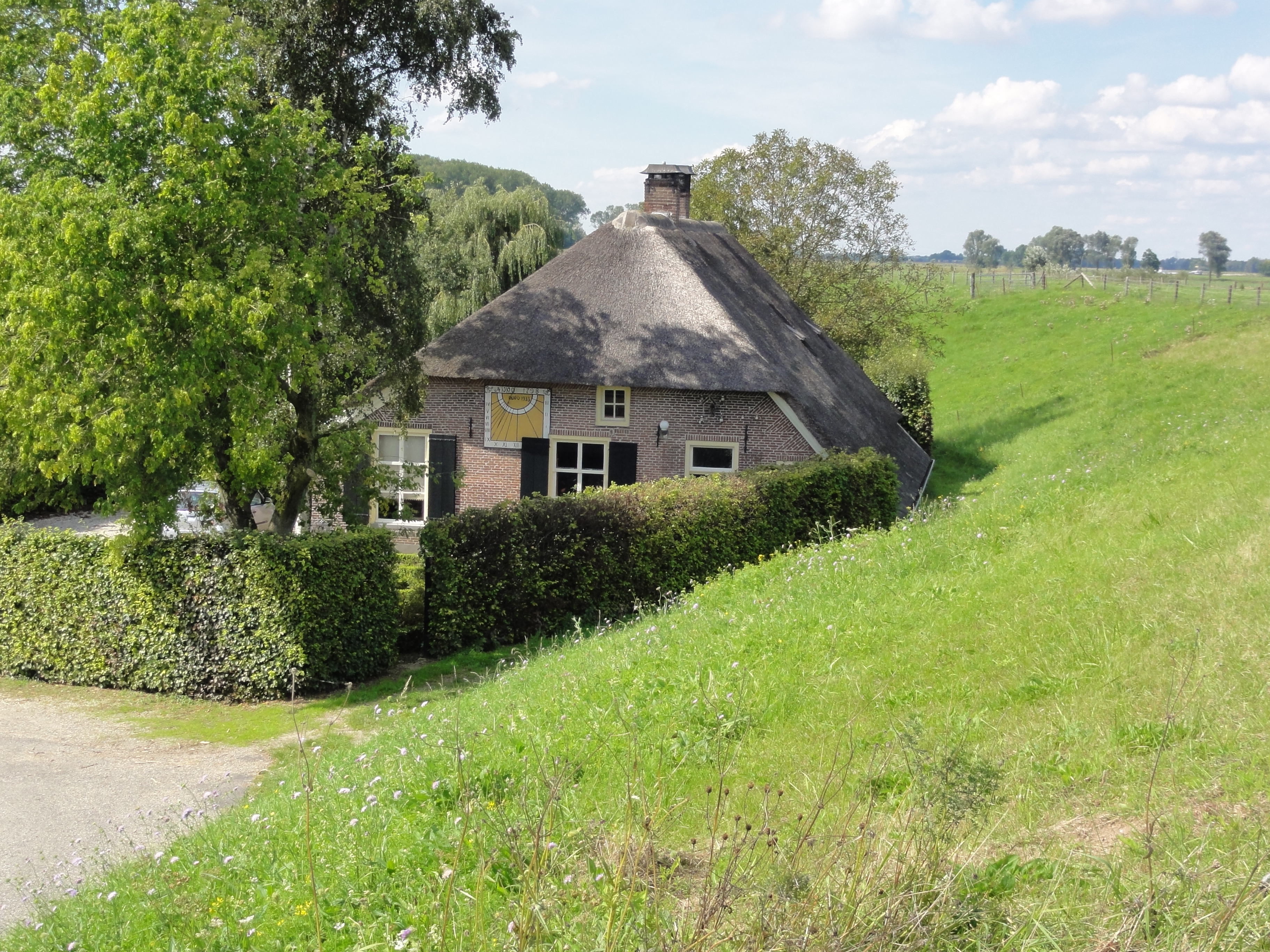
Boerderij Winssen (1798)

## Geboren
januari
- 14 - Johan Thorbecke, Nederlands politicus (overleden 1872)
- 15 - Jacobus Benjamin Seiler, Nederlands militair (overleden 1855)
- 17 - Willem Jan Schuttevaer, oprichter van de Koninklijke Schippersvereniging Schuttevaer (overleden 1881)

februari
- 4 - John Cochrane, Schots schaker (overleden 1878)
- 15 - Louis Rosenveldt, Nederlands acteur en schouwburgdirecteur (overleden 1867)
- 17 - Auguste Comte, Frans filosoof en socioloog (overleden 1857)

maart
- 13 - Abigail Fillmore, first lady, echtgenote van Amerikaans president Millard Fillmore (overleden 1853)

april
- 2 - August Heinrich Hoffmann von Fallersleben, Duits etnomusicoloog, auteur en dichter (overleden 1874)
- 5 - Marie-Amélie Cogniet, Frans kunstschilder (overleden 1869)
- 8 - Dionysios Solomos, Grieks dichter (overleden 1857)
- 20 - William Edmond Logan, Canadees geoloog (overleden 1875)
- 26 - Eugène Delacroix, Frans kunstschilder (overleden 1863)

juni
- 14 - František Palacký, Tsjechisch historicus en politicus (overleden 1876)
- 29 - Giacomo Leopardi, Italiaans dichter en schrijver (overleden 1837)

juli
- 13 - Charlotte van Pruisen, tsarina van Rusland (overleden 1860)

september
- 1 - Esteban Villanueva, Filipijns kunstschilder (overleden 1878)

oktober
- 2 - Karel Albert van Sardinië, koning van Sardinië (overlden 1849)
- 12 - Keizer Pedro I van Brazilië (koning Pedro IV van Portugal) (overleden 1834)

november
- 21 - John Clements Wickham, Schots ontdekkingsreiziger, marine-officier en magistraat (overleden 1864)
- 27 - Andries Pretorius, leider van de Zuid-Afrikaanse voortrekkers (overleden 1853)

december
- 10 - George Fletcher Moore, vooraanstaand pionier in koloniaal West-Australië (overleden 1886)
- 24 - Adam Mickiewicz, Pools dichter (overleden 1855)

datum onbekend
- Eliza Darling, kunstenares, filantrope en echtgenote van New South Wales' gouverneur Ralph Darling (overleden 1868)

## Overleden
januari
- 1 - Koning Erekle II van Kartli-Kachetië (77)
- 4 - Giuseppe Giordani (46), Italiaans componist
- 20 - Christian Cannabich (66), Duits componist, dirigent en violist

februari
- 12 - Stanislaus August Poniatowski (66), laatste koning van Polen

juni
- 4 - Giacomo Casanova (73), Venetiaans avonturier
- 12 - Rigas Fereos (40 of 41), Grieks schrijver en politicus
- 24 - Maria Christina van Oostenrijk (56), landvoogdes van de Oostenrijkse Nederlanden
- 29 - Kaat Mossel (73), Nederlandse oranjegezinde mosselvrouw

augustus
- 1 - François Paul de Brueys d'Aigalliers, Frans vice-admiraal

november
- 19 - Theobald Wolfe Tone (35), Iers nationalist

december
- 4 - Luigi Galvani (61), Italiaans arts en natuurkundige

onbekend
- Gaetano Brunetti (54), Italiaanse componist
- João de Sousa Carvalho (53), Portugees componist